# キリストの棺
『キリストの棺』（キリストのひつぎ、原題:The Lost Tomb of Jesus）は、アメリカとカナダで2007年3月4日に放送されたドキュメンタリー番組である。日本では6月24日にディスカバリーチャンネルで放送された。監督はシムハ・ヤコブビッチ。フェッリクス・ゴルベフとリック・エスター・バイエンストックによりプロデュースされた。ジェームス・キャメロンはエグゼクティブプロデューサーとしてクレジットされている。2007年に発売されたシムハ・ヤコブビッチとチャールズ・ペレグリーノによる、キリストの棺 世界を震撼させた新発見の全貌（w:The Jesus Family Tomb）に関連している。